# Svjetski skijaški kup 2012.
Sezona Svjetskog skijaškog kupa 2011. godine počela je 23. listopada 2011. u Söldenu, a završila 18. ožujka 2012. u Schladmingu.

### Ukupni pobjednici
|           | Ukupno          | Slalom         | Spust        | Super-G            | Veleslalom          | Kombinacija    |
| --------- | --------------- | -------------- | ------------ | ------------------ | ------------------- | -------------- |
| Skijaši   | Marcel Hirscher | Andre Myhrer   | Klaus Kröll  | Aksel Lund Svindal | Marcel Hirscher     | Ivica Kostelić |
| Skijašice | Lindsey Vonn    | Marlies Schild | Lindsey Vonn | Lindsey Vonn       | Viktoria Rebensburg | Lindsey Vonn   |

## Svjetski kup

### Skijaši
| Mjesto | Ime                | Država    | Bodovi |
| ------ | ------------------ | --------- | ------ |
| 01     | Marcel Hirscher    | Austrija  | 1355   |
| 02     | Beat Feuz          | Švicarska | 1330   |
| 03     | Aksel Lund Svindal | Norveška  | 1131   |
| 04     | Ivica Kostelić     | Hrvatska  | 1064   |
| 05     | Hannes Reichelt    | Austrija  | 1024   |
| 06     | Didier Cuche       | Švicarska | 982    |
| 07     | Klaus Kröll        | Austrija  | 909    |
| 08     | Kjetil Jansrud     | Norveška  | 855    |
| 09     | Ted Ligety         | SAD       | 853    |
| 010    | Alexis Pinturault  | Francuska | 845    |

| Plasman | Ime             | Država   | Bodovi |
| ------- | --------------- | -------- | ------ |
| 1.      | André Myhrer    | Švedska  | 644    |
| 2.      | Ivica Kostelić  | Hrvatska | 610    |
| 3.      | Marcel Hirscher | Austrija | 560    |

| Plasman | Ime          | Država    | Bodovi |
| ------- | ------------ | --------- | ------ |
| 1.      | Klaus Kröll  | Austrija  | 605    |
| 2.      | Beat Feuz    | Švicarska | 598    |
| 3.      | Didier Cuche | Švicarska | 521    |

| Plasman | Ime                   | Država   | Bodovi |
| ------- | --------------------- | -------- | ------ |
| 1.      | Marcel Hirscher       | Austrija | 705    |
| 2.      | Ted Ligety            | SAD      | 513    |
| 3.      | Massimiliano Blardone | Italija  | 408    |

| Plasman | Ime                | Država    | Bodovi |
| ------- | ------------------ | --------- | ------ |
| 1.      | Aksel Lund Svindal | Norveška  | 413    |
| 2.      | Didier Cuche       | Švicarska | 400    |
| 3.      | Beat Feuz          | Švicarska | 368    |

| Plasman | Ime            | Država    | Bodovi |
| ------- | -------------- | --------- | ------ |
| 1.      | Ivica Kostelić | Hrvatska  | 336    |
| 2.      | Beat Feuz      | Švicarska | 300    |
| 3.      | Romed Baumann  | Austrija  | 159    |

| Mjesto | Ime                  | Država      | Bodovi |
| ------ | -------------------- | ----------- | ------ |
| 01     | Lindsey Vonn         | SAD         | 1980   |
| 02     | Tina Maze            | Slovenija   | 1402   |
| 03     | Maria Höfl-Riesch    | Njemačka    | 1227   |
| 04     | Julia Mancuso        | SAD         | 1020   |
| 05     | Anna Fenninger       | Austrija    | 994    |
| 06     | Elisabeth Görgl      | Austrija    | 987    |
| 07     | Viktoria Rebensburg  | Njemačka    | 947    |
| 08     | Marlies Schild       | Austrija    | 925    |
| 09     | Tina Weirather       | Lihtenštajn | 674    |
| 010    | Michaela Kirchgasser | Austrija    | 636    |

| Plasman | Ime                  | Država    | Bodovi |
| ------- | -------------------- | --------- | ------ |
| 1.      | Marlies Schild       | Austrija  | 760    |
| 2.      | Michaela Kirchgasser | Austrija  | 452    |
| 3.      | Tina Maze            | Slovenija | 413    |

| Plasman | Ime             | Država      | Bodovi |
| ------- | --------------- | ----------- | ------ |
| 1.      | Lindsey Vonn    | SAD         | 690    |
| 2.      | Tina Weirather  | Lihtenštajn | 400    |
| 3.      | Elisabeth Görgl | Austrija    | 384    |

| Plasman | Ime                 | Država    | Bodovi |
| ------- | ------------------- | --------- | ------ |
| 1.      | Viktoria Rebensburg | Njemačka  | 650    |
| 2.      | Lindsey Vonn        | SAD       | 455    |
| 3.      | Tessa Worley        | Francuska | 446    |

| Plasman | Ime            | Država   | Bodovi |
| ------- | -------------- | -------- | ------ |
| 1.      | Lindsey Vonn   | SAD      | 453    |
| 2.      | Julia Mancuso  | SAD      | 381    |
| 3.      | Anna Fenninger | Austrija | 369    |

| Plasman | Ime          | Država    | Bodovi |
| ------- | ------------ | --------- | ------ |
| 1.      | Lindsey Vonn | SAD       | 180    |
| 2.      | Tina Maze    | Slovenija | 125    |
| 3.      | Nicole Hosp  | Austrija  | 120    |

| Mjesto | Ime                  | Država      | Bodovi |
| ------ | -------------------- | ----------- | ------ |
| 01     | Lindsey Vonn         | SAD         | 1980   |
| 02     | Tina Maze            | Slovenija   | 1402   |
| 03     | Maria Höfl-Riesch    | Njemačka    | 1227   |
| 04     | Julia Mancuso        | SAD         | 1020   |
| 05     | Anna Fenninger       | Austrija    | 994    |
| 06     | Elisabeth Görgl      | Austrija    | 987    |
| 07     | Viktoria Rebensburg  | Njemačka    | 947    |
| 08     | Marlies Schild       | Austrija    | 925    |
| 09     | Tina Weirather       | Lihtenštajn | 674    |
| 010    | Michaela Kirchgasser | Austrija    | 636    |

| Plasman | Ime                  | Država    | Bodovi |
| ------- | -------------------- | --------- | ------ |
| 1.      | Marlies Schild       | Austrija  | 760    |
| 2.      | Michaela Kirchgasser | Austrija  | 452    |
| 3.      | Tina Maze            | Slovenija | 413    |

| Plasman | Ime             | Država      | Bodovi |
| ------- | --------------- | ----------- | ------ |
| 1.      | Lindsey Vonn    | SAD         | 690    |
| 2.      | Tina Weirather  | Lihtenštajn | 400    |
| 3.      | Elisabeth Görgl | Austrija    | 384    |

| Plasman | Ime                 | Država    | Bodovi |
| ------- | ------------------- | --------- | ------ |
| 1.      | Viktoria Rebensburg | Njemačka  | 650    |
| 2.      | Lindsey Vonn        | SAD       | 455    |
| 3.      | Tessa Worley        | Francuska | 446    |

| Plasman | Ime            | Država   | Bodovi |
| ------- | -------------- | -------- | ------ |
| 1.      | Lindsey Vonn   | SAD      | 453    |
| 2.      | Julia Mancuso  | SAD      | 381    |
| 3.      | Anna Fenninger | Austrija | 369    |

| Plasman | Ime          | Država    | Bodovi |
| ------- | ------------ | --------- | ------ |
| 1.      | Lindsey Vonn | SAD       | 180    |
| 2.      | Tina Maze    | Slovenija | 125    |
| 3.      | Nicole Hosp  | Austrija  | 120    |